# Okay Airways
Okay Airways (奥凯航空公司, Aòkǎi Hángkōng Gōngsī) is een Chinese luchtvaartmaatschappij. Het is de eerste private en een van de eerste low-cost luchtvaartmaatschappijen van China. Okay Airways vliegt vanaf maart 2005 naar een aantal bestemming in China, maar vanwege de strenge regelgeving en beperkte marktwerking in China overweegt het toch een meer conventioneel business model te hanteren. Een van de aandeelhouders van Okay Airways is het conglomeraat Junyao Group.
Okay Airways maakt - als eerste luchtvaartmaatschappij in China - gebruik van 3 Boeing 737-900 van Boeing Capital, geleased van Korean Airlines.

## Bestemmingen
Okay Airways voert lijnvluchten uit naar:(juli 2007)
- Changchun, Changsha, Chengdu, Dayong, Guilin, Hangzhou, Harbin, Hefei, Kunming, Nanjing, Tianjin.

## Vloot
De vloot van Okay Airways bestaat uit:(juli 2016)
- 1 Boeing 737-300
- 16 Boeing 737-800
- 3 Boeing 737-900